# لواء نجد (1871-1913)
لواء نجد أو لواء الأحساء هي لواء عثماني يتبع ولاية البصرة، تأسس اللواء عام 1871 وذلك بعد الاستيلاء العثمانيين على الاحساء والقطيف التابعتين لإمارة نجد (الدولة السعودية الثانية). استمر حكم العثمانيين للأحساء حتى عام 1913 حينما تمكت إمارة الرياض (الدولة السعودية الثالثة) من استرداد الأحساء.

## التاريخ
أعطى افتتاح قناة السويس عام 1869م أهمية إستراتيجية لهذه المنطقة، مما زاد المصالح العثمانية في إقامة نظام حكم مركزي بالمنطقة، في عام 1871 قام مدحت باشا بغزو الإحساء واستعادة السيطرة العثمانية. مستغلا حالة الحرب الإهلية في إمارة نجد (الدولة السعودية الثانية) بين أبناء الامام فيصل بن تركي

## التقسيم الإداري
قبل أن تمارس الدولة العثمانية سيادتها المباشرة على ساحل الأحساء سنة 1871 كان الإقليم بموجب النظام الإداري العثماني عبارة عن قضاء مركزه الرياض ويسمى «قائمقامية نجد»، وتتبعه عدة نواحي وهي القطيف والحسا والبحرين وقطر، وكان القضاء يديره فيصل بن تركي ثم ابنه عبد الله. تأسس اللواء بعد الحملة العثمانية على الأحساء 1871 فأصبح مرتبطًا إداريًا بولاية بغداد وعين قائد الحملة نافذ باشا متصرفًا للواء. وقسم اللواء إلى ثلاثة أقضية وهي الهفوف والقطيف وقطر. والهفوف هي مركز اللواء ومكان إقامة المتصرف، ويعد قضاء القطيف مركز تمويل للأقضية الأخرى. واستمر ذلك حتى سنة 1875 حينما تأسست ولاية البصرة وألحق لواء الأحساء ضمن ألوية البصرة.

### اٌقضية اللواء

#### قضاءالهفوف
قضاء الهفوف هو مركز لواء نجد ٬ ويقيم بالقضاء المتصرف ويوجد معه حامية عثمانية تصل إلى 600 جندي.

#### قضاءالقطيف
يقيم في القضاء موظف عثماني بدرجة قائم مقام ويتألف القضاء من عدة نواحي.

#### قضاءقطر
يحكم القضاء شيوخ آل ثاني من بني تميم ويمنح رئيسهم رتبة قائم مقام ٬ وتوجد في حصن البدع قرب الدوحة كتيبة مشاة عثمانية من 250 فردا ومدفعين.

## السكان
يقدر عدد سكان لواء الاحساء بنحو 101,000 نسمة من السكان المستقرين غالبيتهم في الاحساء (67,000 نسمة) والقطيف (26,000 نسمة) اما تعدد البدو الرحل في اللواء فيقدر عددهم بنحو 57 الف نسمة ينتمون لقبائل العجمان وبني هاجر وآل مرة وبني خالد.

## الحامية العسكرية
تتألف الحامية العسكرية من 4 كتائب مشاة نظامية إضافة إلى سربين من الخيالة يتبعون قيادة الجيش السادس في العراق وتوجد كذلك بجانب قوات الجيش قوة الشرطة والتي تتألف من 6 سرايا منهم 4 من الخيالة والباقي سرايا راجلة.

## المتصرفون العثمانيون على الأحساء
- نافذ باشا (1288هـ - 1289هـ)
- صالح باشا (1289هـ - 1291هـ)
- بركة بن عريعر (1291هـ - 1292هـ)
- صالح باشا -للمرة الثانية- (1292هـ - 1294هـ)
- أحمد عزت العمري الموصلي (1294هـ - 1299هـ)
- سعيد باشا الموصلي (1299هـ - 1304هـ)
- رفعت باشا (1304هـ - 1308هـ)
- عاكف باشا (1308هـ - 1310هـ)
- سعيد باشا أبو البنات (1310هـ - 1314هـ)
- سعيد باشا الموصلي - للمرة الثانية - (1314هـ - 1316هـ)
- إبراهيم باشا الشامي (1316هـ - 1318هـ)
- موسى كاظم (1318هـ - 1320هـ)
- طالب النقيب (1320هـ - 1322هـ), (1902-1904)
- محمد نجيب أبوسهيل (1322هـ - 1325هـ)
- رشيد باشا (عدة أشهر)
- محمود ماهر باشا (1325هـ - 1327هـ) قتل في سوق الهفوف
- محمد عارف (1327هـ - 1329هـ)
- علي باشا سعاد (1329هـ - 1330هـ)
- أحمد نديم باشا (1330هـ - 1331هـ)